# الخطوة (حجة)
الخطوة هي إحدى قرى الجمهورية اليمنية. وهي تتبع جغرافيًا لمحافظة حجة. وإداريًا لمديرية قفل شمر. يبلغ تعداد سكانها 1152 نسمة حسب الإحصاء الذي جرى عام 2004.